# As the Weird Travel On
As the Weird Travel On è il sesto album del gruppo musicale thrash/death metal Deceased pubblicato nel 2005 dalla Thrash Corner Records.
Il disco tratta esclusivamente tematiche horror, con dei testi particolarmente curati e che racchiudono riferimenti sottintesi alla dinamiche drammatiche della società moderna. La musica proposta è di stampo death metal melodico tendente, il più delle volte, al thrash metal e con soluzioni stilistiche tipici dell'heavy metal tradizionale.
| Recensione       | Giudizio |
| ---------------- | -------- |
| blabbermouth.net | [ 4 ]    |

## Tracce
1. The Kept – 7:53
2. The Funeral Parlour's Secret – 6:29
3. A Witness to Suspiria – 4:02
4. Unwanted Memories – 4:31
5. Missing a Pulse – 5:41
6. Craving Illness – 4:22
7. A Visit from Dread – 7:21
8. Fright – 8:12

## Formazione
- King Fowley - voce
- Mike Smith - chitarra
- Mark Adams - chitarra
- Les Snyder - basso
- Dave Castillo - batteria

Membro addizionale
- Kevin 131 Gutierrez - tastiera